# Даніел Сілва Россі
Даніел Сілва Россі (порт. Daniel Silva Rossi, нар. 4 січня 1981, Ріу-Клару) — бразильський футболіст, що грав на позиції півзахисника. Відомий за виступами в низці бразильських і закордонних клубів. Чемпіон Бразилії, володар Міжконтинентального кубка тв володар Кубка Лібертадорес. Дворазовий володар Кубка Чехії.

## Ігрова кар'єра
Даніел Россі народився 1981 року в місті Ріу-Клару, та є вихованець футбольної школи клубу «Сан-Паулу», в якому розпочав професійну футбольну кар'єру 2000 року, та грав у складі команди до 2001 року. У 2001 році Россі перейшов до японського клубу «Кавасакі Фронталє», а на початку 2003 року повернувся на батьківщину до клубу «Аваї».
На початку 2004 року Даніел Россі знову став гравцем клубу «Сан-Паулу», в якому цього разу грав до 2006 року, та став у його складі чемпіоном Бразилії, володарем Міжконтинентального кубка та володарем Кубка Лібертадорес.
На початку 2007 року футболіст перейшов до іншого бразильського клубу «Ріо-Кларо», проте вже цього року перейшов до чеського клубу «Сігма» (Оломоуць). У складі «Сігми» бразильський півзахисник у сезоні 2011—2012 років став володарем Кубка Чехії. На початку 2013 року Россі перейшов до іншого чеського клубу «Яблонець», у складі якого цього ж року вдруге став володарем Кубка Чехії. У 2016 році Даніел Сілва Россі завершив виступи на футбольних полях.

## Титули і досягнення
- Чемпіон Бразилії (1):

«Сан-Паулу»: 2006
- Володар Кубка Чехії (2):

«Сігма» (Оломоуць): 2011–2012
«Яблонець»: 2012–2013
- Володар Міжконтинентального кубка (1):

«Сан-Паулу»: 2005
- Володар Кубка Лібертадорес (1):

«Сан-Паулу»: 2005